# Goniothalamus tripetalus
Goniothalamus tripetalus är en kirimojaväxtart som först beskrevs av Jean-Baptiste de Lamarck, och fick sitt nu gällande namn av Jan Frederik Veldkamp och Richard M.K. Saunders. Goniothalamus tripetalus ingår i släktet Goniothalamus och familjen kirimojaväxter. Inga underarter finns listade i Catalogue of Life.